# Comaroma
Comaroma es un género de arañas araneomorfas de la familia Anapidae. Se encuentra en Eurasia y Norteamérica.

## Especies
Según The World Spider Catalog 12.0:
- Comaroma hatsushibai Ono, 2005
- Comaroma maculosa Oi, 1960
- Comaroma mendocino (Levi, 1957)
- Comaroma nakahirai (Yaginuma, 1959)
- Comaroma simoni Bertkau, 1889
- Comaroma tongjunca Zhang & Chen, 1994